# Knut II de Suède
Pour les articles homonymes, voir Knut.
Knut II Holmgersson de Suède  (suédois: Knut Långe) est roi de Suède de 1229 à 1234.

## Origine
Knut Holmgersson Långe (i.e le Long) est vraisemblablement un petit-fils de Filip Eriksson, fils cadet d'Erik le Saint

## Règne
Membre du conseil du roi Erik XI, Knut Långe s'empare du trône après la bataille d'Olustrom le 28 novembre 1229. Il meurt en exercice en 1234 et Erik XI qui s'est retiré au Danemark reprend son trône. Son règne est bref mais il lègue cependant au pays les couleurs or et azur de ses armoiries familiales qui deviennent le symbole du royaume

## Union et postérité
Knut épouse Helene Pedersdotter, la fille d'un propriétaire terrien Peder Strange qui, après sa mort, se remarie avec le chevalier Filip Larsson de Rumby et meurt en 1255 dont deux fils :
- Holmger Knutsson l'aîné, tente de reprendre le pouvoir en 1247, mais il est vaincu à la bataille de Sparrsätra près d'Enköping en Uppland et exécuté par décapitation en 1248[3]. Il est inhumé comme son père au monastère cistercien de Skö fondé sur leurs terres familiales.

- Filip le cadet est tué à son tour en 1251.

## Sources
- Lucien Musset, Les Peuples scandinaves au Moyen Âge, Paris, Presses universitaires de France, 1951, 342 p., in-8o (OCLC 3005644)